# Aziel Jackson
Aziel Jackson (New York, 25 ottobre 2001) è un calciatore statunitense, centrocampista dello Jagiellonia.

## Carriera
Jackson ha iniziato a giocare a calcio nel settore giovanile dei N.Y. Red Bulls per poi trasferirsi in Francia nel 2017 dove ha trascorso una stagione nel Tolosa. Nella stagione 2018-2019 ha giocato nel Blagnac in Championnat National 3. Nel 2019 ha fatto ritorno negli Stati Uniti dove ha giocato nei Seattle Wolves.
Il 30 aprile 2021 ha firmato un contratto con il Minnesota Utd che ne ha acquistato i diritti dal New York RB. Il 24 agosto successivo è stato prestato al North Carolina FC in USL League One. Il 23 marzo 2022 è stato assegnato al Minnesota United 2 ma è comunque riuscito a debuttare con la prima squadra il 21 aprile in US Open Cup contro il Forward Madison. Al termine della stagione è stato inserito nella squadra ideale della MLS Next Pro.
Il 7 novembre 2022 è stato acquistato dal St. Louis City ed il 19 marzo 2023 ha debuttato in MLS nell'incontro vinto 3-0 contro il S.J. Earthquakes.

### Nazionale
Il 5 gennaio 2024 viene convocato per la prima volta in nazionale maggiore, con cui ha esordito quindici giorni dopo nella gara amichevole persa in casa contro la Slovenia (0-1).

## Statistiche

### Presenze e reti nei club
Statistiche aggiornate al 27 novembre 2023.
| Stagione        | Squadra            | Campionato      | Campionato | Campionato | Coppe nazionali | Coppe nazionali | Coppe nazionali | Coppe continentali | Coppe continentali | Coppe continentali | Altre coppe | Altre coppe | Altre coppe | Totale | Totale | Totale |
| Stagione        | Squadra            | Comp            | Pres       | Reti       | Comp            | Pres            | Reti            | Comp               | Pres               | Reti               | Comp        | Pres        | Reti        | Pres   | Reti   |        |
| --------------- | ------------------ | --------------- | ---------- | ---------- | --------------- | --------------- | --------------- | ------------------ | ------------------ | ------------------ | ----------- | ----------- | ----------- | ------ | ------ | ------ |
| 2018-2019       | Blagnac            | N3              | 4          | 0          |                 | -               | -               |                    | -                  | -                  |             | -           | -           | 4      | 0      |        |
| 2021            | North Carolina FC  | USL-1           | 12         | 1          |                 | -               | -               |                    | -                  | -                  |             | -           | -           | 12     | 1      |        |
| 2022            | Minnesota United 2 | MNP             | 23         | 10         |                 | -               | -               |                    | -                  | -                  |             | -           | -           | 23     | 10     |        |
| 2022            | Minnesota Utd      | MLS             | 0          | 0          | USCup           | 2               | 0               |                    | -                  | -                  |             | -           | -           | 2      | 0      |        |
| 2023            | St. Louis City 2   | MNP             | 8          | 1          |                 | -               | -               |                    | -                  | -                  |             | -           | -           | 8      | 1      |        |
| 2023            | St. Louis City     | MLS             | 27         | 1          | USCup           | 2               | 2               |                    | -                  | -                  | LC          | 2           | 0           | 31     | 3      |        |
| Totale carriera | Totale carriera    | Totale carriera | 74         | 13         |                 | 4               | 2               |                    | -                  | -                  |             | 1           | 0           | 79     | 15     |        |

### Cronologia presenze e reti in nazionale
| Cronologia completa delle presenze e delle reti in nazionale ― Stati Uniti | Cronologia completa delle presenze e delle reti in nazionale ― Stati Uniti | Cronologia completa delle presenze e delle reti in nazionale ― Stati Uniti | Cronologia completa delle presenze e delle reti in nazionale ― Stati Uniti | Cronologia completa delle presenze e delle reti in nazionale ― Stati Uniti | Cronologia completa delle presenze e delle reti in nazionale ― Stati Uniti | Cronologia completa delle presenze e delle reti in nazionale ― Stati Uniti | Cronologia completa delle presenze e delle reti in nazionale ― Stati Uniti |
| Data                                                                       | Città                                                                      | In casa                                                                    | Risultato                                                                  | Ospiti                                                                     | Competizione                                                               | Reti                                                                       | Note                                                                       |
| -------------------------------------------------------------------------- | -------------------------------------------------------------------------- | -------------------------------------------------------------------------- | -------------------------------------------------------------------------- | -------------------------------------------------------------------------- | -------------------------------------------------------------------------- | -------------------------------------------------------------------------- | -------------------------------------------------------------------------- |
| 20-1-2024                                                                  | San Antonio                                                                | Stati Uniti                                                                | 0 – 1                                                                      | Slovenia                                                                   | Amichevole                                                                 | -                                                                          | 89’                                                                        |
| Totale                                                                     |                                                                            | Presenze                                                                   | 1                                                                          |                                                                            | Reti                                                                       | 0                                                                          |                                                                            |